# Ty Simpkins
Ty Simpkins (New York, 2001. augusztus 6. –) amerikai színész.
Fontosabb filmjei közé tartozik az Insidious – A testen kívüli (2011) című horrorfilm és annak folytatása, az Insidious – A gonosz háza (2013), valamint a Vasember 3. (2013) című szuperhősfilm és a Jurassic World (2015) című sci-fi. 2019-ben a Bosszúállók: Végjáték című filmben tűnt fel kisebb szerepben.

## Élete és pályafutása
New Yorkban született; két testvére van, nővére, Ryan Simpkins szintén színész. Ty mindössze háromhetes volt, amikor szerepet kapott a One Life to Live című szappanoperában. Ezt követően, 2001 és 2005 között a Vezérlő fény című sorozatban játszott. 2005-ben az Esküdt ellenségek: Bűnös szándék című krimisorozat egy epizódjában vendégszerepelt.
A mozivásznon 2005-ben debütált Steven Spielberg Világok harca című sci-fi-akciófilmjében. 2006-ban az Apró titkok című, kritikailag sikeres filmdrámában tűnt fel. A zsaruk becsülete (2008) című bűnügyi drámában nővérével közösen Colin Farrell gyermekeit alakították. A testvérpár a szintén 2008-ban bemutatott Egy elrabolt kislány története és A szabadság útjai című filmdrámákban is együtt szerepelt. A 2000-es évek végén Ty vendégszereplőként vállalta el a CSI: A helyszínelők és a Doktor Addison egy-egy epizódját. 2010-ben A következő három nap című thrillerben játszott Russell Crowe és Elizabeth Banks oldalán. A horror műfajába tartozó Insidious-filmek első két részében – Insidious – A testen kívüli (2011) és Insidious – A gonosz háza (2013) – Patrick Wilson és Rose Byrne démonok által üldözött filmbéli gyermekét formálta meg.
2013-ban Robert Downey Jr. partnereként színészkedett a Vasember 3.-ban, mint a főszereplő Tony Stark segédje, Harley Keener. Ez volt az első alkalom, hogy egy gyermekszínész fontos szerepben volt látható a Vasember-filmekben.
2015-ben Simpkins a Jurassic World és a Lehull az éj című filmekben kapott jelentősebb szerepet. Előbbivel Szaturnusz-díjat nyert, mint legjobb fiatal színész és egyéb díjakra is jelölték. 2016-ban a fiatal színész a Vasember 3.-at rendezőként jegyző Shane Black Rendes fickók című bűnügyi vígjátékában tűnt fel.
A 2019-es Bosszúállók: Végjáték című Marvel-filmben ismét Harley Keener szerepében tér vissza.

## Filmográfia

### Film
| Év   | Magyar cím                              | Eredeti cím             | Szerep                | Magyar hang    |
| ---- | --------------------------------------- | ----------------------- | --------------------- | -------------- |
| 2005 | Világok harca                           | War of the Worlds       | hároméves fiú         |                |
| 2006 | Apró titkok                             | Little Children         | Aaron Adamson         |                |
| 2008 | Egy elrabolt kislány története (Éjkert) | Gardens of the Night    | Dylan Whitehead       |                |
| 2008 | A zsaruk becsülete                      | Pride and Glory         | Matthew Egan          |                |
| 2008 | A szabadság útjai                       | Revolutionary Road      | Michael Wheeler       |                |
| 2009 |                                         | Family of Four          | Tommy Baker           |                |
| 2009 |                                         | Abracadabra (rövidfilm) | Tucker                |                |
| 2010 | A következő három nap                   | The Next Three Days     | Luke Brennan          | Straub Norbert |
| 2011 | Insidious – A testen kívüli             | Insidious               | Dalton Lambert        | Kerekes Máté   |
| 2012 |                                         | Arcadia                 | Nat                   |                |
| 2012 | Gyilkos emlékek                         | Extracted               | Anthony fiatalon      |                |
| 2013 | Vasember 3.                             | Iron Man 3              | Harley Keener         | Boldog Gábor   |
| 2013 | Insidious – A gonosz háza               | Insidious: Chapter 2    | Dalton Lambert        | Gerő Botond    |
| 2015 |                                         | Hangman                 | Max Miller            |                |
| 2015 | Lehull az éj                            | Meadowland              | Adam                  | Nagy Gereben   |
| 2015 | Jurassic World                          | Jurassic World          | Gray Mitchell         | Nagy Gereben   |
| 2016 | Rendes fickók                           | The Nice Guys           | Bobby                 |                |
| 2017 |                                         | Barbados (rövidfilm)    | Gary                  |                |
| 2019 | Bosszúállók: Végjáték                   | Avengers: Endgame       | Harley Keener (cameo) | Nem szólal meg |
| 2022 | A bálna                                 | The Whale               | Thomas                | Bergendi Áron  |
| 2023 | Insidious – A vörös ajtó                | Insidious: The Red Door | Dalton Lambert        | Kenéz Ágoston  |

### Televízió
| Év        | Magyar cím                       | Eredeti cím                    | Szerep                 | Megjegyzések |
| --------- | -------------------------------- | ------------------------------ | ---------------------- | ------------ |
| 2001–2002 |                                  | One Life to Live               | Jack Manning           | 4 epizód     |
| 2001–2005 | Vezérlő fény                     | Guiding Light                  | Jude Cooper Bauer      | 47 epizód    |
| 2005      | Esküdt ellenségek: Bűnös szándék | Law & Order: Criminal Intent   | Jake Nikos             | 1 epizód     |
| 2008      | CSI: A helyszínelők              | CSI: Crime Scene Investigation | Tyler Waldrip          | 1 epizód     |
| 2008      | Doktor Addison                   | Private Practice               | Braden Tisch           | 1 epizód     |
| 2016      | Family Guy                       | Family Guy                     | doboló kisfiú (hangja) | 1 epizód     |

### Videójátékok
| Év   | Cím                    | Szerep                 |
| ---- | ---------------------- | ---------------------- |
| 2015 | Lego Jurassic World    | Gray Mitchell (hangja) |
| 2015 | Lego Dimensions        | Gray Mitchell (hangja) |
| 2016 | Lego Marvel's Avengers | Harley Keener          |

## Díjak és jelölések
| Év   | Díj                      | Kategória                                                   | Jelölt mű             | Eredmény |
| ---- | ------------------------ | ----------------------------------------------------------- | --------------------- | -------- |
| 2014 | Szaturnusz-díj           | Legjobb fiatal színész                                      | Vasember 3. (2013)    | Jelölve  |
| 2016 | Szaturnusz-díj           | Legjobb fiatal színész                                      | Jurassic World (2015) | Elnyerte |
| 2016 | Young Artist Award       | Legjobb fiatal főszereplő színész játékfilmben (11-13 éves) | Jurassic World (2015) | Jelölve  |
| 2016 | Young Entertainer Awards | Legjobb fiatal színész                                      | Jurassic World (2015) | Jelölve  |

## Fordítás
- Ez a szócikk részben vagy egészben  a   Ty Simpkins című angol Wikipédia-szócikk fordításán alapul.  Az eredeti cikk szerkesztőit annak laptörténete sorolja fel. Ez a jelzés csupán a megfogalmazás eredetét és a szerzői jogokat jelzi, nem szolgál a cikkben szereplő információk forrásmegjelöléseként.